# Luigi Maria Richieri di Montichieri
Luigi Maria Richieri di Montichieri (Bra, 21 novembre 1771 – Torino, 2 luglio 1835) è stato un generale italiano con cittadinanza francese, veterano della guerre napoleoniche che tra il 12 gennaio 1831 e il 2 luglio 1835 fu comandante del Corpo dei Carabinieri Reali.

## Biografia
Nacque a Bra (nell'allora provincia d'Alba) il 21 novembre 1771 figlio del conte Tomaso Maurizio e della contessa Clara Miglioretti di Boursette.  Arruolatosi nell'Armata Sarda divenne sottotenente in forza al Reggimento del "Monferrato" nel febbraio 1791, e tenente il 16 luglio 1794. Nel dicembre 1798, dopo che il re Carlo Emanuele I aveva lasciato il Piemonte per rifugiarsi in Sardegna entrò in servizio nella forze armate dapprima nella Repubblica Piemontese (1798-1799), e poi Repubblica subalpina (1799-1801). Nel marzo 1801 ciò che restava dell'esercito piemontese fu incorporato nell'Armée de terre francese, ed egli vi entrò in servizio con il grado di capitano.
Assegnato al 111e Regiment d'infanterie de ligne, agli ordini del colonnello Jacques François Gay, combatte nella battaglia di Auerstädt (14 ottobre 1806), dove fu ferito. Divenuto comandante del I Battaglione del  111e Regiment d'infanterie de ligne, allora al comando del colonnello Jean Antoine Husson, durante la Campagna di Russia si distinse nel corso della battaglia della Moscova (7 settembre 1812), dove rimase ferito nuovamente. L'11 aprile 1814 l'Imperatore Napoleone I abdicò, e iniziò la fase della Restaurazione degli antichi regimi, il 14 agosto 1814 rientrò in servizio con il grado di capitano nella ricostituita armata sarda.
Il 15 maggio 1815, promosso capitano in prima, è assegnato al Corpo dei Reali Carabinieri, venendo promosso maggiore il 27 maggio 1817, e tenente colonnello in seconda il 2 dicembre 1820. Il 19 dicembre 1818 era stato insignito della Croce di Cavaliere dell'Ordine dei Santi Maurizio e Lazzaro.
Dopo l'abdicazione del re Vittorio Emanuele I, avvenuta il 13 marzo 1821 in seguito all'l'insurrezione piemontese, il 23 dello stesso mese condusse i carabinieri di Genova a Modena dove si trovava il nuovo re Carlo Felice, il quale aveva ingiunto al principe reggente Carlo Alberto che si trovava a Novara di lasciare l'incarico e partire con la famiglia per Firenze.
I ribelli, infatti, consci che non restavano altre vie, marciarono su Novara, dove si erano radunate le truppe fedeli al re al comando  del generale Vittorio Sallier de La Tour e questo fatto, inevitabilmente, convinse il cancelliere austriaco Metternich ad intervenire.
L'8 aprile partecipò allo scontro (avvenuto a Novara-Borgo Vercelli) tra le forze ribelli e le truppe del La Tour mentre quelle del generale austriaco Ferdinando Bubna occuparono Vercelli e Alessandria (11 aprile), e il La Tour, che aveva ottenuto i pieni poteri da parte del sovrano, occupava Torino il 10 aprile. Colonnello in seconda dal 20 ottobre 1822, fu promosso primo colonnello il 12 gennaio 1831 e nominato comandante del Corpo dei Reali Carabinieri. Promosso maggior generale il 9 novembre dello stesso anno fu nominato Comandante generale del Corpo dei Carabinieri Reali. Partecipò alle fasi precedenti all'invasione della Savoia (3 febbraio 1834) organizzata da Gerolamo Ramorino, riuscendo a scoprire i piani dei rivoltosi e ad avvertire il re Carlo Alberto.
Ricoprì l'incarico di Comandante generale del Corpo dei Carabinieri Reali fino al 2 luglio 1835 quando decedette a causa di una caduta da cavallo.

### Fonti
1. 1 2 3 4 5 6 7 8 9  Ilari, Shamà 2008, p. 431.
2. 1 2 3 4 5  Carbone 2013, p. 431.
3. ↑  Carabinieri.